# Enrique Dickmann
Enrique Dickmann (Riga, Empire russe, 1874 - Córdoba, Argentine, 1955) est un homme politique socialiste, médecin, essayiste, écrivain et journaliste argentin.
Issu d’une famille juive lettone orthodoxe, il subit dans ses jeunes années l’influence à la fois des révolutionnaires russes et du sionisme politique. Inquiété par la police tsariste, il s’embarqua à Odessa, mais, empêché d’aller à terre en Palestine, il choisit d’émigrer en Argentine, où, arrivé à l’âge de 15 ans, il gagna d’abord sa vie comme ouvrier agricole en Entre Ríos, avant d’inviter sa famille restée à Riga à l’y rejoindre. Il entreprit des études de médecine à Buenos Aires, tout en militant activement dans le PS argentin. Selon ses dires, ce qui l’avait poussé à cet engagement socialiste était d’une part son ancienne condition de péon rural et d’autre part son héritage « sémite », plus spécifiquement l’enseignement des prophètes de la bible hébraïque, dans lesquels il percevait des précurseurs de la justice sociale.
Dickmann collabora à La Vanguardia, l’organe de presse du PS, et en assuma plusieurs fois la direction dans les décennies 1920 à 1940. Comme tribun et journaliste, il faisait figure de fidèle lieutenant de Juan B. Justo, fondateur du parti, et eut soin que le journal reflète la ligne idéologique justienne « historique » — socialisme scientifique, réformisme, attachement aux libertés et institutions démocratiques, mission d’éducation politique du peuple, préférence pour l’immigration européenne face au criollisme politique et mental (encore que Dickmann lui-même ait reconnu quelques vertus aux vieilles traditions argentines) —, mais manifesta peu de réticences à ce que le journal adopte un profil plus commercial et s’adresse désormais davantage à la classe moyenne consommatrice qu’à la classe ouvrière.
Dickmann fut élu plusieurs fois (en 1914, 1916, 1920, et une ultime fois en 1924) député national pour la circonscription de Buenos Aires, qualifiant la première de ses victoires électorales d’emblématique de la fusion entre Argentins de souche et immigrés. Durant ses mandats au Congrès, il mena une opposition active, d’abord contre les gouvernements UCR d’Yrigoyen, puis contre ceux de la Décennie infâme (ce qui lui valut quelques séjours en prison), et enfin, à partir de 1944, sous l’égide de Ghioldi, une opposition farouche contre les gouvernements péronistes, que Dickmann, à l’unisson du PS, taxait de fascisants et de démagogiques et dont il dénigrait comme purement opportunistes toutes les mesures sociales. Devant l’insuccès (électoral) d’une telle attitude outrée, et constatant la défection croissante des classes laborieuses vis-à-vis du PS, il tenta de se rapprocher de Perón, ce qui entraîna sa prompte exclusion du parti. Aux côtés d’autres proscrits socialistes et de quelques groupes trotskistes, il cofonda en 1953 le Parti socialiste de la révolution nationale (PSRN), qui se proclamait le continuateur authentique de l’œuvre de Justo et apporta son soutien à la politique sociale de Perón. Sa mort fin 1955 empêcha Dickmann de voir son nouveau parti ainsi que son organe de presse, La Vanguardia-Tercera etapa, frappés d’interdiction quelques mois après le coup d’État contre Perón de septembre 1955.
Outre ses articles de presse, Dickmann était l’auteur de plusieurs essais politiques, de livres de souvenirs et de recueils de poèmes en prose.

## Biographie

### Enfance et jeunes années
Enrique Dickmann vint au monde au sein d’une famille juive orthodoxe de Riga, ville alors située dans l’Empire russe et actuelle capitale de la Lettonie, où son père Moisés Dickmann et sa mère Josefa Zaldkind étaient dignitaires d’une synagogue. Selon ses propres dires, il sut « se libérer » de l’héritage juif grâce à un ouvrage de vulgarisation scientifique sur l’astronomie qui lui avait révélé la vaste étendue des connaissances scientifiques. Pour autant, cette ouverture scientifique ne devait pas le couper totalement de la tradition juive, avec laquelle il garda un lien, mais sous une forme politique, à savoir par ses contacts avec le sionisme, qu’il définissait comme un mouvement laïc ayant pris face à la persécution tsariste un déguisement religieux ; ainsi, à l’âge de douze ans, Dickmann se mit-il à fréquenter la synagogue les samedis pour y entendre un rabbin prêcher le retour en Israël. Dans le même temps, il entra en contact avec des groupes révolutionnaires « populistes », dont il assistait aux réunions et pour qui il remplit l’office de coursier ; c’est en tant que tel qu’il fut surpris par la police en possession d’un exemplaire de Que faire ? de Nikolaï Tchernychevski, ce qui entraîna sa mise en détention, puis sa fugue du foyer parental.
Par la suite, il vagabonda à travers la Russie, qu’il parcourut du Nord au Sud, jusqu’à se retrouver à Odessa, d’où il se proposait de partir pour la Palestine. Il prit passage sur un navire à destination de Jaffa, mais un décret du gouvernement ottoman lui interdisant d’y débarquer, il alla à terre à Alexandrie et séjourna plusieurs mois en Égypte, où il gagna sa vie en creusant des canaux près du Nil. Tombé malade, il décida de retourner en Russie, mais ne pouvant gagner Odessa faute de documents russes, il se retrouva bloqué à Istamboul, où la Jewish Colonization Association avait ouvert un registre, sur lequel pouvaient s’inscrire les juifs désireux d’émigrer en Amérique ; Dickmann y fit noter son nom, à côté de cinq mille autres, et bien que ne répondant pas à la condition préalable d’être père de famille, il figura parmi les candidats retenus, et arriva en Argentine en 1891, à l’âge de 15 ans,.
Ses convictions sionistes n’allaient pas s’évanouir après son arrivée en Argentine, ni après son adhésion au PS argentin, comme en témoignent deux de ses articles de presse, le premier, datant de 1918, où il saluait la Déclaration Balfour, le second, écrit en 1948, où il se félicitait de la création de l’État d’Israël,.
Il séjourna un temps à Miramar, pour se fixer ensuite à Colonia La Clara, dans la province d’Entre Ríos, foyer de peuplement juif créé à la suite d’un accord de colonisation entre le baron Hirsch et le président argentin Julio A. Roca,. Par son travail comme ouvrier agricole, il réussit à réunir suffisamment d’argent pour permettre à sa famille restée à Riga de venir le rejoindre en Argentine, où son père se fit hortillonneur. Sa parentèle avait accompli la traversée de l’Atlantique en compagnie des Tchertkoff (ou Chertkoff) d’Odessa, avec qui les Dickmann allaient tisser des liens d’amitié et de parenté. Dans ses mémoires, Dickmann présente l’arrivée et l’accueil de ces immigrants comme emblématiques du passé argentin, contrastant avec le présent (de 1947) :

« Heureux temps que ceux-là, où l’Argentine recevait les immigrants à bras ouverts, les logeant et les envoyant aux lieux de leur destination, sans distinction de nationalité ni de religion ! C’est ainsi que fut peuplé le pays argentin, c’est ainsi qui fut formée, dans le creuset de toutes les races, la nouvelle Race argentine [...]. »

Dickmann acheva ses études primaires en Entre Ríos et déménagea en 1895 à Buenos Aires, pour y suivre sa formation secondaire au Colegio Nacional en qualité d’élève libre,. Finalement, en 1898, il s’inscrivit à la faculté de médecine de l’université de Buenos Aires, mais non sans s’être préalablement laissé naturaliser Argentin en 1897, pour satisfaire à une exigence d’admission à la faculté de médecine ; selon ce que rapporte le dessinateur Ramón Columba, un juge de paix lui aurait offert de l’enregistrer comme Argentin de naissance, mais Dickmann aurait décliné l’offre, préférant que tous sachent qu’il avait choisi l’Argentine volontairement. Grâce à une lettre du ministre de l’Instruction publique, il était exempté de s’acquitter des droits d’inscription. Pendant cette période, il passait la plus grande partie de l’année à étudier à Buenos Aires, mais se rendait à la campagne en été pour y travailler.
Tout en poursuivant ses études de médecine, il exerça tour à tour dans plusieurs hôpitaux de Buenos Aires comme interne. En décembre 1904, il sortit diplômé de la faculté de médecine, avec médaille d’or, et épousa Luisa Campodónico, fille d’immigrants Italiens, avec qui il aura deux enfants. Il ouvrit aussitôt un cabinet de consultation à Buenos Aires et fut nommé en 1905 chef de clinique à l’hôpital San Roque (actuel Hospital José María Ramos Mejía),,.
Enrique Dickmann passait pour appartenir au « clan chertkovien », qui était fondé sur la circonstance que trois des principales figures du PS, Juan B. Justo, Nicolás Repetto et son propre frère Adolfo Dickmann, avaient épousé respectivement les sœurs Mariana, Fenia et Adela Chertkoff. Le lien d’Enrique Dickmann avec ledit « clan » allait se renforcer encore lorsque son fils Emilio se maria avec Aurora Justo, fille de Juan B. Justo et de Mariana Chertkoff. Antonio de Tomaso, futur chef de file des « indépendants » (lesquels avaient pourtant forgé le sobriquet), en faisait partie également, pour avoir épousé Victoria Goukovsky, fille d’un premier mariage de Fenia Chertkoff,. La force de ce lien familial allait porter les dissidents au PS à qualifier la direction du parti de « dictature chertkoffienne ».

### Adhésion au socialisme
Dans ses mémoires, Dickmann souligne le rôle qu’aurait joué son héritage juif dans son engagement politique socialiste et s’évertue à démontrer que ses origines juives ne l’ont pas mis en marge de la vie argentine. Invoquant un arrière-grand-père rabbin et la figure de son père qui, sans être rabbin, connaissait à fond l’Ancien Testament, admirait les prophètes et professait le « vague idéal de l’avènement du règne de Dieu sur la terre », Dickmann s’emploie à établir un lien d’affinité entre son militantisme socialiste et son appartenance à « une vieille famille sémite de longue souche spirituelle » ; certes, cette dimension justicière et messianique n’est pour Dickmann acceptable qu’à la condition de répudier le côté intransigeant et fanatique d’une religiosité qui haïssait l’hérésie « jusqu’à la persécution ».
Toujours dans ses mémoires, Dickmann raconte qu’à l’âge de sept ans il savait par cœur une bonne partie de la Bible et qu’il était plus particulièrement impressionné par les prophètes, « révolutionnaires [...], esprits libres [qui] dénonçaient avec une vigueur inusitée les erreurs, vices, méfaits et les crimes des puissants de la terre. Défenseurs des pauvres contre les riches [...], ils étaient les précurseurs de la justice sociale »,. La lecture des prophètes aurait, déclare-t-il, façonné dès son enfance son esprit libre et sa pensée égalitaire, son socialisme idéaliste et humaniste ; par la Bible, il aurait appris à « ne pas haïr l’étranger et à le considérer comme l’égal du natif », à s’opposer à l’esclavage et à lutter pour la redistribution de la terre. Les prophètes auraient accentué la facette égalitaire du judaïsme et cultivé l’aversion vis-à-vis de la monarchie et des rois. Dickmann affirme que « la chute ignominieuse des Hohenzollern, des Habsbourgs, des Bourbons, des Savoie [...] est venue donner raison, à trois mille années de distance, au juge et prophète Samuel »,. Dickmann termine cette démonstration de la connexité entre judaïsme et tradition progressiste en érigeant un panthéon de maîtres à penser, composé de Moïse, Isaïe, Jésus, Spinoza et Marx,.
Son positionnement scientiste, alors de rigueur dans le socialisme, ne le retenait pas de discerner la beauté des Saintes Écritures, notant dans ses mémoires :

« J’appris les découvertes de Copernic, de Galilée et de Newton... Je m’émancipai spirituellement. Combien vain me parut alors le récit biblique de l’origine du monde et combien infantile le contenu du chapitre premier du livre de la Genèse ! Ce n’est que plus tard — beaucoup plus tard — que je compris que la grandeur scientifique de la conception newtonienne de l’univers n’enlevait rien à la beauté de la légende biblique ! »

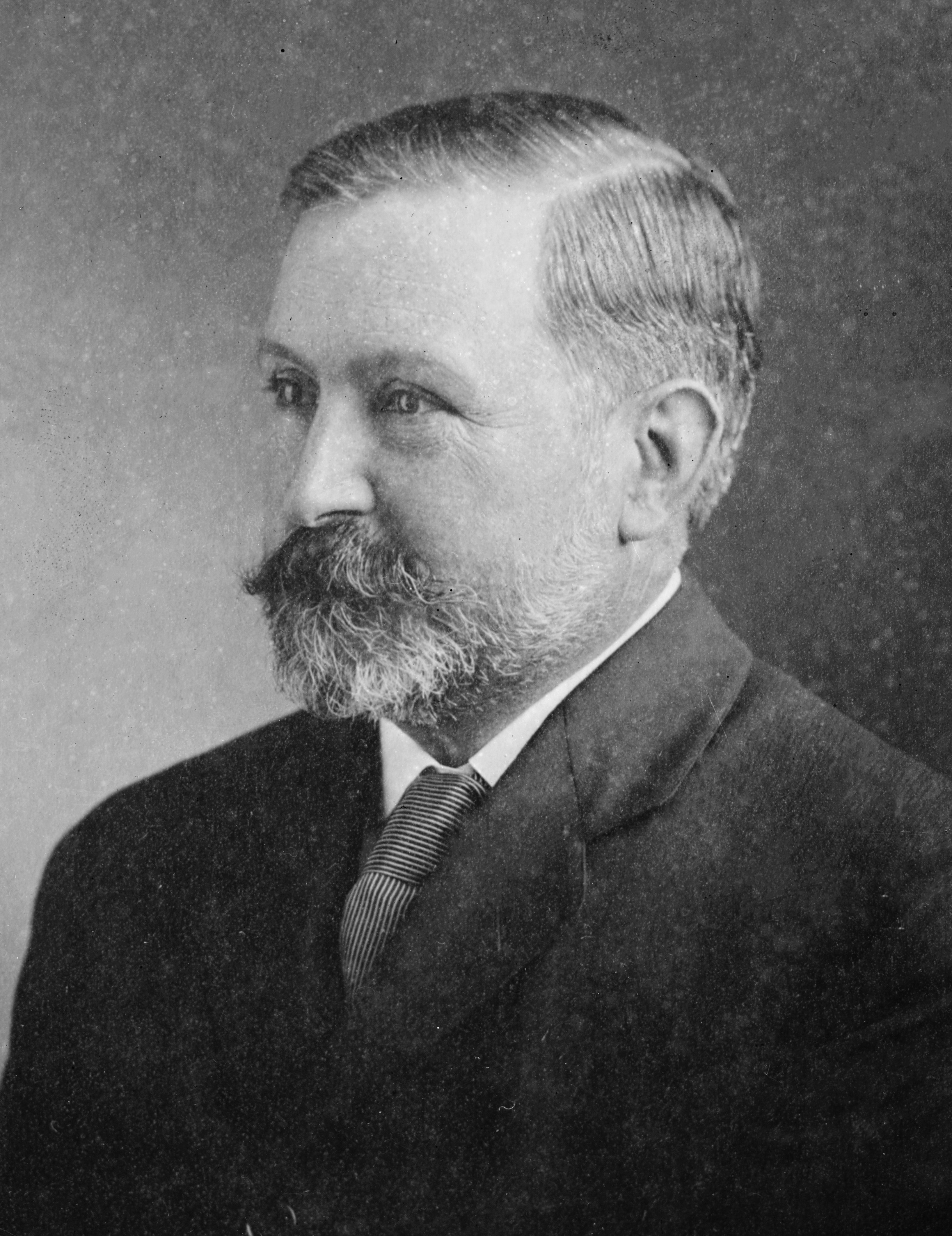
Juan B. Justo, fondateur et maître à penser du PS argentin.

Selon ce qu’il relate dans ses mémoires, Dickmann devint socialiste à partir de son expérience de vie comme ouvrier agricole, aide maçon et apprivoiseur de poulains et de bouvillons, expérience qui lui aurait appris à aimer le travail créateur et fait éprouver de la sympathie envers le peuple laborieux. D’abord « socialiste sans le savoir », il franchit dans la campagne d’Entre Ríos le pas décisif vers la conscience politique par la lecture du journal socialiste Vorwärts, dont un exemplaire lui fut envoyé par un inconnu, qui l’avait pris pour un Allemand sur la foi de son patronyme, et par lequel il fut informé de l’existence d’un mouvement socialiste en Argentine. À son arrivée à Buenos Aires, il se mit en rapport avec la rédaction du journal La Vanguardia, ce qui, selon ses propres termes, « fut [son] premier baptême, par le verbe de la théorie et par la pratique du socialisme »,.
Fréquentant les milieux socialistes et ouvriers de Buenos Aires, Dickmann s’affilia en juin 1895 au Centre socialiste ouvrier (CSO) et assista à sa première réunion socialiste au Centre socialiste universitaire. Selon ce qu’il rapporte dans ses mémoires, son engagement dans le socialisme connut bientôt un temps fort lorsque, en novembre de la même année, lors d’une razzia policière à la sortie d’une conférence organisée par le CSO au théâtre Onrubia de Buenos Aires, il fut interpellé pour la première fois sur le sol argentin, en même temps que des dizaines d’autres socialistes, dont notamment le futur président-fondateur du Parti socialiste ouvrier argentin (PS), Juan B. Justo, puis enfermé pendant trois jours dans un cachot, sans couche et sans lumière, ; c’est donc à cette occasion qu’il lui fut donné de faire la rencontre de Justo, son « guide spirituel » et maître, et d’avoir « la chance unique de me mettre en contact, peu de semaines après mon entrée [dans le mouvement socialiste], avec le fondateur et maître de celui-ci ». Il relate que dans sa cellule il expliqua à Justo qu’il s’était fait socialiste en défense des faibles, et que Justo lui répliqua que lui l’était devenu pour défendre les forts, puisqu’il tenait pour tels les travailleurs. Depuis lors, écrit-il, Justo était « mon maître, mon guide spirituel et mon ami de prédilection ».

### Militantisme politique sous la République conservatrice
Sous la République conservatrice, Dickmann déploya une intense activité dans le PS, prononçant des conférences et s’impliquant dans des polémiques et des émeutes, ce qui lui valut en 1898 d’être à nouveau incarcéré. Il cofonda en 1896, aux côtés notamment de Justo, Roberto J. Payró, Leopoldo Lugones, Carlos Malagarriga et José Ingenieros, le Centre socialiste d’études (Centro Socialista de Estudios, rebaptisé en septembre 1897 Biblioteca Obrera, puis Biblioteca Obrera Juan B. Justo). En 1899, il fut avec Ángel Giménez l’un des fondateurs de la Sociedad Luz, « première université populaire en Argentine »,.
En 1896, Dickmann était l’un des orateurs lors de la Journée internationale des travailleurs célébrée au salon Vorwärts, ainsi que pendant d’autres rassemblements de contestation sociale. Il participa en juin 1898 en tant que délégué au IIe Congrès ordinaire du PS, où il fut nommé membre titulaire du Comité exécutif du parti. Dans la suite, il allait figurer durant un demi-siècle comme délégué à chaque congrès, ordinaire ou extraordinaire, du parti,.
Ayant adopté la nationalité argentine en avril 1897, il figura pour la première fois, au nom du PS, sur la liste des candidats à un siège de député fédéral en vue des élections législatives nationales d’avril 1898. En août 1901, il se trouva, en compagnie d’Adrián Patroni, à la tête d’une manifestation de 15 000 chômeurs et réussit à avoir une entrevue avec le président Julio A. Roca. En 1902, il se vit confier la direction de La Vanguardia, organe de presse officiel du PS,.
Fidèle lieutenant de Justo, Dickmann avait fait siens ses positionnements, en particulier sur le libre-échange, rejetant par conséquent la hausse des tarifs douaniers à l’importation (et la perte salariale que cela produirait), et partageait son hostilité à l’activité industrielle qu’appelaient de leurs vœux les industriels argentins. Dickmann, plaidant pour le libre-échange au nom des intérêts du consommateur, soutint dans La Vanguardia que le « peuple travailleur se moque comme d’une guigne de savoir d’où viennent les articles [...], pourvu qu’ils soient bons et bon marché [...], et doit donc soutenir résolument le mouvement libre-échangiste, de quelque côté que celui-ci vienne »,.
Pendant la Semaine rouge de mai 1909, Dickmann fut témoin de la brutale répression et du massacre perpétré par la police sur la Plaza Lorea contre le mouvement anarchiste FORA :

« Le spectacle qui s’est déroulé devant mes yeux fut horrible. Cent soldats à cheval déchargeaient à profusion leurs armes sur une foule affolée par la panique [...]. Et en face du Congrès national [...], sur le pavement de l’Avenue, gisaient quatorze morts et quatre-vingts blessés [...]. Il n’y eut pas un seul policier de blessé ni un seul cheval de tué. »

Monté à la tribune peu après, ayant été (selon ses mémoires) « témoin de l’assassinat prémédité et perfide commis par la police », Dickmann, s’adressant à vingt mille travailleurs rassemblés pour le 1er mai sur la Plaza Colón, exigea la démission du commissaire en chef de la police, le colonel Ramón Falcón, et prit sur lui « la grave responsabilité » de conseiller à la classe ouvrière de décréter la grève générale en guise de réprobation,,,.
Dickmann intervint en qualité de délégué du PS argentin au congrès du Parti social-démocrate d'Allemagne, réuni en 1911 à Iéna. En 1913 paraissait de lui l’ouvrage Historia del 1º de mayo en la República Argentina,.

### Activité journalistique

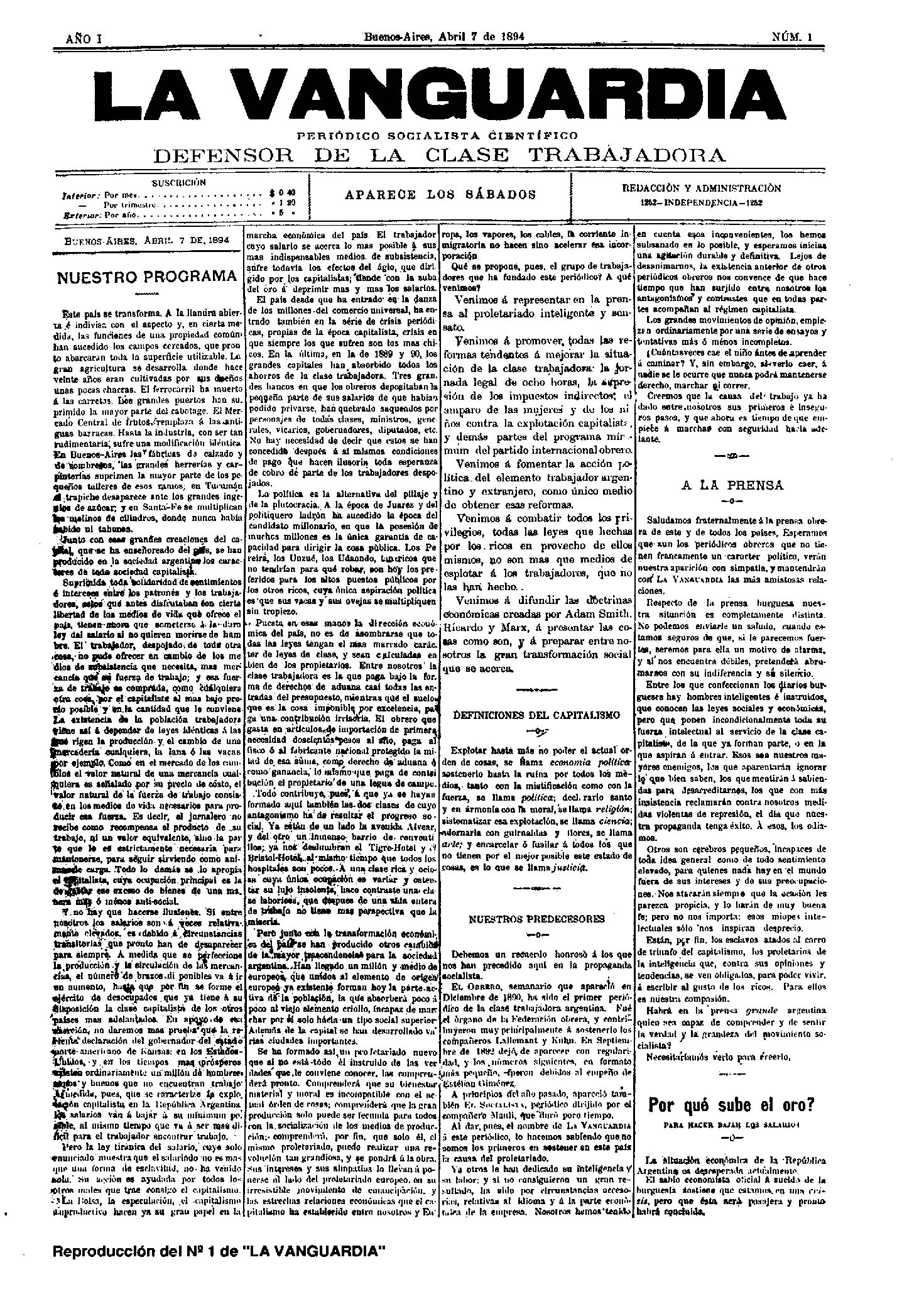
Une du premier numéro de La Vanguardia (7 avril 1894).

Dickmann fut l’un des rédacteurs, et plusieurs fois directeur, du journal socialiste La Vanguardia, devenu l’organe du PS peu après la fondation du parti en 1896.
Les directeurs du journal pendant son premier siècle d’existence étaient en même temps les principaux dirigeants du PS, parmi lesquels figurent — outre Dickmann et le fondateur du parti, Juan B. Justo — Adrián Patroni, José Ingenieros, Mario Bravo, Nicolás Repetto, Enrique del Valle Iberlucea, Américo Ghioldi et Juan A. Solari.
Dans les premières années de La Vanguardia, rédacteurs et militants débattaient à propos du statut social du journal. Si Augusto Bunge plaidait pour la création d’un périodique indépendant du PS, arguant que ce serait la seule façon de garantir l’autonomie nécessaire à un véritable succès commercial, l’opinion majoritaire rejoignait la position de Dickmann, qui était opposé à l’idée de Bunge au motif qu’« une entreprise privée provoque à coup sûr certains soupçons et certaines méfiances, et ne pourra jamais obtenir l’adhésion unanime de tous les socialistes ». Bien que la nouvelle stratégie de financement de Dickmann, visant à recueillir suffisamment de ressources au moyen d’une liste de souscription auprès des affiliés et sympathisants, apparut bientôt comme un échec, la modernisation des ateliers de La Vanguardia et la professionnalisation de son équipe de rédaction devinrent début 1904 un objectif réalisable dès lors que le journal put disposer de la moitié des indemnités de député d’Alfredo Palacios. En décembre 1910, lors du congrès du PS, Nicolás Repetto lança la proposition de transformer le journal en société anonyme, idée soutenue par Dickmann, qui arguait qu’il s’agissait de trouver une solution pratique, étant donné le caractère « purement commercial » de la question. Aussi les caractéristiques de la presse socialiste italienne, que Dickmann avait pu constater sur place pendant son périple en Europe, contrastaient-elles nettement avec La Vanguardia, dont la modernisation au début des années 1910 fut accomplie grâce aux ressources résultant de l’essor électoral du PS et selon un mode d’organisation de la direction politique et administrative de laquelle les organisations syndicales étaient totalement exclues ; il est vrai que les dirigeants socialistes issus du militantisme syndical et critiques envers la stratégie « électoraliste » du justisme seront longs à se résigner à la nouvelle situation.
En 1906, Dickmann fut de nouveau placé à la tête de La Vanguardia, et dirigea le journal derechef de 1906 à 1910. Par ailleurs, il collabora comme rédacteur à chacune des éditions d’Almanaque Socialista, supplément à La Vanguardia, qui parut de 1899 à 1909. En 1907, il cofonda El Hogar Obrero, dont il fut désigné sociétaire-directeur,.
Sous la direction de Patroni, le journal s’efforça de réhabiliter la culture politique et sociale argentine traditionnelle (le criollisme), et se laissa aller à romantiser tout ce que la « grande transformation » du pays avait abandonné derrière elle. En contradiction avec la ligne idéologique justienne officielle, selon laquelle la masse des travailleurs européens constituait la « partie active de la population, celle appelée à absorber peu à peu le vieil élément criollo [Argentin de souche], incapable par lui seul de cheminer vers un type social supérieur », les articles de Patroni tendaient à exalter la figure du criollo « noble, généreux et valeureux », opposé au boutiquier spéculateur d’origine immigrée. Dickmann s’érigea vivement contre cette exaltation criolla dans plusieurs articles parus dans La Vanguardia,,. En accord avec son orientation pédagogique et populaire, le journal se donnait aussi pour devoir de porter les idées socialistes aux travailleurs des campagnes. En 1901, le PS mit en avant son « Programa para el campo » (Programme pour la campagne), rédigé par Justo, après les reproches faits au PS dans les années précédentes, entre autres par Dickmann, sur le peu d’intérêt que le parti portait au prolétariat rural,.
Le directeur José Lebrón, qui se heurtait à plusieurs affiliés du PS pour lesquels la publicité qui s’étalait dans La Vanguardia (pour les boissons alcoolisées, les loteries, les courses de chevaux, etc.) n’était que « pure duperie et pacotille », la défendait en faisant une analogie entre la stratégie économique du journal et la stratégie politique du PS et sa conception de l’État, relevant que dans un cas comme dans l’autre la position étroitement doctrinaire était mise de côté au profit d’une attitude plus pragmatique et plus réaliste. Dickmann, se portant au secours de Lebrón, s’interrogeait pourquoi La Vanguardia devrait s’en tenir à une position puritaine à outrance, compte tenu que les périodiques socialistes d’Europe ne rejetaient pas de tels contenus.
Depuis qu’il avait commencé à siéger au Congrès en 1912, Justo avait cessé d’assumer la gestion quotidienne et continue de La Vanguardia, mais des figures de sa confiance, comme Nicolás Repetto, Esteban Jiménez et Enrique Dickmann, avaient un droit de regard sur le journal dans ses différentes instances, et avaient soin de préserver une orientation à l’unisson des vues de Justo.

### Dirigeant socialiste et député national

#### Sous les gouvernements UCR (1916-1930)
Dans ses mémoires, il s’exprime en termes généralement élogieux sur le gouvernement de Sáenz Peña (1910-1914), mais pose un regard nettement moins favorable sur la période où gouvernait l’UCR.
Après que fut promulguée en février 1912 la loi Sáenz Peña instituant le suffrage universel (masculin), les socialistes se voyaient comme le premier — et pour l’heure le seul — parti doté d’un programme bien arrêté et comme une force organique, en raison de quoi ils s’estiment fondés à se présenter comme facteur de progrès, mais aussi d’« ordre ». Pour les socialistes, le renversement de Juan Manuel de Rosas au lendemain de la bataille de Caseros en 1852, suivi de l’adoption de la Constitution de 1853, n’avaient pas réussi à supprimer tout à fait la culture politique argentine archaïque, dite politique criolla, caractérisée par le caudillisme et par le clientélisme. Cet ensemble de pratiques, dont le PS incriminait non seulement les conservateurs, mais aussi les gouvernements UCR, représentait un vestige du passé qu’il y avait lieu d’éradiquer et de remplacer par une démocratie moderne basée sur des partis programmatiques représentatifs des différents secteurs de la société. Les socialistes argentins faisaient de l’histoire nationale une lecture tributaire de la tradition libérale-démocratique, « civilisatrice » et progressiste, dont ils se considéraient la continuation et le point culminant,. Cette vision des choses fut énoncée par Dickmann dans un article de fond, d’allure doctrinale, où il faisait état de l’« intime tendresse et profond amour » que les socialistes professaient pour l’ordre, qu’ils identifiaient à la méthode, au progrès et à la paix, par quoi ils faisaient figure d’antithèse non seulement à « l’anarchie absolue de notre société capitaliste », mais encore « aux partis politiques bourgeois anarchisés »,.
Ayant été élu en 1914 député national pour la circonscription Capital Federal, Dickmann est le premier juif à siéger au congrès national argentin. Il fut réélu en 1916, puis en 1920, et enfin une ultime fois en 1924, exerçant ce dernier mandat jusqu’en 1928. Son frère Adolfo Dickman siégea lui aussi comme député national sous l’étiquette PS de 1922 à 1930, puis de nouveau de 1932 à 1936. Selon Dickmann, les traits saillants de l’Argentine sont d’avoir réalisé une synthèse raciale et d’avoir instauré l’égalitarisme social. Son élection symbolise, déclare-t-il dans ses mémoires, la victoire du discours socialiste en faveur de l’« assimilation » des étrangers à la vie politique :

« J’eus l’exacte compréhension et l’intime sentiment du sens profond de ce que mon élection comme député national signifiait dans la politique argentine. Socialiste, citoyen naturalisé, d’ascendance sémite, ancien ouvrier agricole, je devais dissiper et détruire l’esprit antisocialiste, xénophobe, antisémite et antipopulaire qui régnait dans certaine sphère […]. Avec mon statut de député […], je parvins à détruire totalement et définitivement, un à un, les préjugés et les équivoques qui pouvaient exister contre moi. »

Dickmann partageait avec les autres socialistes l’idée que la nationalité argentine avait une dimension d’intégration et s’était constituée par l’union des criollos (Argentins de souche) et des immigrants, mais, au rebours de beaucoup de ses camarades, il se souciait d’adosser ladite union aux caractères et pratiques traditionnels,. Que le crédo nationaliste soit l’un des thèmes récurrents dans ses mémoires s’explique sans doute par sa condition d’immigrant. En particulier, il signale qu’après avoir adopté la citoyenneté argentine, il renonça au droit d’exemption du service militaire et fut, en dépit de ses convictions pacifistes, l’un des premiers à s’enrôler dans le service sanitaire de l’armée lorsqu’à la fin du XIXe siècle il était question d’une guerre contre le Chili. Il postulait une corrélation entre travail rural et traditions nationales :

« C’est avec une véritable nostalgie, et avec un profond amour que j’évoque les années de ma vie rurale en Entre Ríos […]. Celle-ci m’a donné la notion exacte de la base et du fondement des besoins techniques et économiques du pays argentin. Empoigner le mancheron d’une charrue, guider quatre attelages de bœufs, […] dompter, domestiquer, bâtir, creuser des puits et construire des fermes, voilà des tâches utiles et fécondes que tout jeune Argentin devrait pratiquer et connaître une fois dans la vie. »

Le premier discours qu’il prononça en tant que député attira l’attention de la classe politique conservatrice et fut même reproduit en grande partie dans le journal La Nación, assorti d’éloges pour le style et l’agencement ; il s’y faisait l’avocat de l’industrialisation, au motif que « le progrès des classes laborieuses dépend du progrès industriel ». Il usait d’un style discursif souple, avec de fréquents traits d’humour émaillant des analyses en profondeur. En sa qualité de député, il présenta plusieurs projets de loi, dont un portant instauration de la semaine anglaise et de la journée de huit heures, projets qui allaient devenir loi en 1927,.
Dickmann préconisait l’abandon de la neutralité de l’Argentine dans la Première Guerre mondiale,. Dans la foulée du célèbre article de José Ingenieros intitulé El suicidio de los bárbaros, où la tonalité tragique allait de pair avec les « espérances les plus radieuses » autorisant à imaginer que dans ce terreau propice l’Amérique recueille « l’héritage glorieux de la civilisation européenne », laquelle s’en ornerait d’une « nouvelle splendeur », La Vanguardia publiait un article de Dickmann qui, après avoir affirmé la responsabilité du militarisme allemand dans le déclenchement de la guerre, s’attelait à tracer un tableau qui, reconnaissait-il, était propre à faire vaciller le traditionnel optimisme des socialistes ; cependant, dans la suite du texte, Dickmann soutenait que si l’on prenait en considération l’histoire et que l’on réfléchissait sereinement, l’on pouvait réaffirmer la « foi inébranlable dans la victoire de la vie et dans l’ascension infinie de notre espèce ». Cet optimisme était repris dans la conclusion : « Nous sommes convaincus que des mines et des décombres de la tragédie actuelle surgira la société de demain, société qui affirmera dans le monde, avec plus de force que jamais, l’idée de plus de Justice, de plus de Vérité, et de plus de Beauté »,.
En septembre 1916, lorsqu’il était envisagé d’étendre au niveau municipal la réforme électorale de Sáenz Peña, Dickmann indiqua que les socialistes voulaient accorder le droit de vote « à toutes les femmes argentines, et non à une catégorie de femmes privilégiées », en conséquence de quoi il proposa que soit votée l’extension du vote municipal « à toutes les femmes argentines majeures d’âge », proposition qui fut toutefois rejetée, n’ayant obtenu que huit voix pour, à savoir les huit voix socialistes.
Dickmann fut par la suite un âpre opposant au président Hipólito Yrigoyen,. Il s’affaira à faire adopter la loi ouvrière (Ley obrera), qui prescrivait que le salaire des ouvriers soit désormais versé « en monnaie nationale », au lieu de divers payements en nature, etc. À l’issue de plusieurs allées et venues entre Chambre des députés et Sénat, la proposition socialiste fut faite loi à la fin d’octobre 1923. La Vanguardia évoqua « une grande conquête », soulignant que celle-ci illustrait tant l’action socialiste persévérante que la « résistance tenace » que ce nouveau droit eut à vaincre pour s’imposer, et retraçant le long parcours du projet : présenté aux députés en 1914 par Dickmann, discuté et approuvé à la Chambre en 1917 seulement, puis « mis en sommeil » par le Sénat pendant des années, ce qui avait contraint à le réécrire en 1920, année où la Chambre l’avait une nouvelle fois approuvé, mais auquel le Sénat avait derechef fait obstacle, avant que l’agitation socialiste dans la rue et la présence de Mario Bravo au Sénat ne finisse par avoir raison de la résistance.
En 1918, le sujet des rapports entre PS et mouvement ouvrier revint sur le devant de la scène. Sur ce point, Dickmann signalait que les organisations syndicales « ne doivent ni prendre une posture hostile [envers le PS], ni se confondre [avec lui] ; il convient que l’un et l’autre se tienne à sa place, pour la meilleure action dans la sphère de chacun »,.

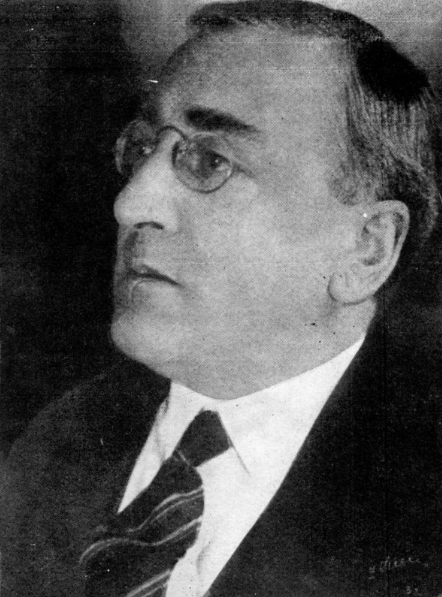
Antonio de Tomaso, membre du PS, opposé à la ligne justienne du parti, futur cofondateur du PSI.

Des dissensions se firent jour à l’intérieur du PS, notamment à propos de l’attitude à adopter vis-à-vis de la Révolution russe. Antonio de Tomaso, qui était l’un de ceux qui au PS avaient une position très critique envers la révolution bolchevique, avait fait publier dans La Vanguardia, alors sous la direction de Dickmann, une série d’articles où il mettait en cause la « violence » et la « terreur » employées par le nouveau gouvernement bolchevique, et qui allaient à rebours du positionnement plus mitigé défendu alors par Justo et son proche entourage. Dickmann soutenait qu’il était illusoire qu’un changement aussi profond puisse jamais avoir lieu d’une manière pacifique dans un pays arriéré comme la Russie, et Repetto laissait entendre que les méthodes mises en œuvre dans l’agriculture russe pourraient être applicables aussi en Argentine. Justo lui-même, bien qu’ayant voté en faveur de la « résolution Branting » (par laquelle les socialistes avaient manifesté leur attachement au système démocratique et désavoué la dictature du prolétariat), ne partageait pas les appréciations de De Tomaso et rejoignait ceux qui estimaient prématuré de formuler des jugements sur les événements. Dans un texte de 1923, Repetto fustigeait avec virulence De Tomaso et ses camarades, leur reprochant de corrompre le parti par des pratiques étrangères à sa ligne de conduite historique et de collaborer, que ce soit directement ou indirectement, avec les journaux « bourgeois ». À plusieurs reprises, la querelle conduisit Repetto à remettre sa démission de la Commission de la presse du PS (laquelle avait pouvoir de décision sur les postes de direction du journal), et après que Justo et Dickmann lui eurent emboité le pas, les membres de la faction detomasiste furent à leur tour amenés à présenter leur démission et à accepter l’appel à procéder à une nouvelle élection par la voie d’un « vote général » des affiliés du PS. Cette élection tourna à l’avantage des justistes, vu que furent élus Justo, Repetto, Bravo, Dickmann et Ghioldi, et que le groupe lié à De Tomaso ne réussit à placer qu’un seul de ses particans, Roberto Giusti. Le vieux noyau autour de Justo reprit ainsi la haute main sur les structures de décision du PS.
De 1922 à 1930, puis de nouveau de 1932 à 1936, son frère Adolfo Dickman était lui aussi député national pour le PS. Après son premier mandat au Congrès, Enrique Dickmann élut temporairement domicile dans la ville de Mendoza, où il se voua à la littérature et écrivit des poèmes en prose,, où, se souvient-il dans ses mémoires, il s’attacha à exprimer une expérience contemplative qui « enivre les sens et dissout l’esprit de l’homme dans le vaste panorama de la nature », et où il célébrait la nuit, propice à « aimer tout et tout le monde, du caillou qui rôde par le chemin jusqu’à l’humble herbe sur laquelle nos pieds laissent leur empreinte, de la minuscule et laborieuse fourmi jusqu’à l’homme, souverain du monde ». Ces poèmes s’inscrivent dans la ligne de son panthéisme spinozien et de l’« émotion panthéiste » qu’il éprouve devant « les forces cosmiques du monde visible », et plus largement dans une volonté, manifestée dès 1896, de conjuguer science et spiritualité,.
En 1930, le PS se préparait à concourir « seul contre tous » à l’élection législative. Le 15 février à Buenos Aires, devant un Teatro Coliseo comble, furent présentés les candidats de la liste du Peuple, parmi lesquels deux des postulants à un siège de député, les deux plus plébiscités par le vote général des adhérents, à savoir Repetto et Dickmann, deux lieutenants de longue date de Justo. Dans leur discours respectif, tous deux tinrent un plaidoyer pour l’autonomie des socialistes face à une arène politique qui se polarisait. Dickmann en particulier expliqua qu’à ce moment l’action du PS visait à faire pièce aux faux concepts de « gouvernement » et d’« opposition », qui ne seraient propres qu’à nourrir l’antagonisme entre d’une part l’idée de l’« homme providentiel », où certains voyaient le Président comme capable de réaliser le bonheur du peuple, et d’autre part la tendance à faire de lui « le bouc émissaire de tous les vices, maux et erreurs ; il est le démon du mal ; il est l’homme funeste, auteur de la disgrâce du peuple, et de la ruine du pays ». Quoique la liste du Peuple eût presque doublé le score des candidats socialistes de 1928, dépassant les 80 000 voix, la victoire revint aux socialistes indépendants de De Tomaso qui, ayant su aspirer dans leur sillage les militants anti-yrigoyénistes, recueillirent près de 110 000 suffrages.

#### Décennie infâme
Après le coup d’État de 1930, amorce de la période appelée Décennie infâme, Dickmann fut l’un des artisans de l’alliance du PS avec le Parti démocrate progressiste, pour former la coalition électorale dénommée Alianza Demócrata Progresista, qui proposa comme candidat à la présidence Lisandro de la Torre, avec Nicolás Repetto comme colistier, mais qui fut battue par le conservateur Agustín P. Justo,. Lors du même scrutin, Dickmann fut réélu député national, puis reconduit dans ce mandat en 1936. C’est à cette époque qu’il rédigea deux de ses essais les plus importants : Formas de gobierno (littér. Formes de gouvernement, 1932) et Emancipación civil, política y social de la mujer (littér. Émancipation civile, politique et sociale de la femme, 1935).
Entre 1930 et 1931, il reprit les fonctions de directeur de La Vanguardia. En juillet 1931, il fut détenu au Pénitencier national (Penitenciaría Nacional) durant une semaine, en même temps que d’autres dirigeants socialistes. Dans ses mémoires, il qualifie cet épisode de « pittoresque et ridicule à la fois » et le narre avec détachement et sur un ton de plaisanterie.
En 1934, dans le cadre de son nouveau mandat de député (1932-1936) et à l’occasion du cinquantième anniversaire de la loi 1420 (instituant l’éducation commune, gratuite et obligatoire, promulguée en 1884, dont Ghioldi assurait qu’elle avait permis de créer l’école populaire et l’enseignement laïque, gratuit et obligatoire), Dickmann proposa d’en abroger l’article huitième, qui autorisait les prêtres de tous cultes à dispenser des cours de religion dans les écoles publiques en dehors de l’horaire régulier.
En 1940, il fut une nouvelle fois placé à la direction de La Vanguardia, et ce jusqu’en 1942, année où il fut réélu député national pour le PS, mandat auquel il dut renoncer à l’éclatement de la révolution de 1943,.

#### Révolution de 1943 et ascension de Perón
Face à la montée du péronisme, Dickmann se rallia à la posture d’opposition intégrale du PS et taxait les politiques mises en œuvre par Juan Perón de fascistes et aussi d’opportunistes, car tendant à mettre en pratique, à partir de sa position de pouvoir, ce pour quoi les socialistes avaient lutté pendant un demi-siècle.
Dans ses mémoires, Dickmann reproduit trois discours par lui prononcés respectivement en septembre 1945, février 1946 et mai 1948, où sur un ton acerbe, tant le régime issu du coup d’État de 1943, qualifié de version corrigée et augmentée de la dictature instaurée en 1930, que les gouvernements péronistes qui lui ont succédé sont assimilés au totalitarisme « nazi-fasciste », que l’auteur invite à combattre au nom de « la noble tradition démocratique et libérale ». L’auteur se félicite par ailleurs que ses dénonciations de l’infiltration nazie en Argentine aient été confirmées par le fameux Livre bleu, ouvrage furieusement antipéroniste publié début 1946 par le Département d’État américain,.
En compagnie de Nicolás Repetto, il représenta le PS argentin à la Conférence internationale socialiste à Clacton-on-Sea (Grande-Bretagne), en mai 1946. Avant de s’en retourner en Argentine, les délégués socialistes s’attardèrent à visiter la France dévastée par la guerre,,. Dans ses mémoires, parus en 1947, Dickmann adopte, lorsqu’il évoque le monde de l’après-guerre, un ton prophétique :

« Et de la guerre monstrueuse qui se termine sortira le monde de demain rajeuni, purifié et rédimé. Sur le plan politique, le monde de demain sera démocratique ; sur le plan économique, il sera socialiste ; et sur le plan social régneront la liberté et la dignité des êtres humains sans distinction de race ni de religion. »

Éloigné désormais de la vie publique et de la direction de La Vanguardia, Dickmann connut dans les années suivantes une période féconde en écriture d’essais, pubiant coup sur coup El Partido Socialista Argentino en los Congresos Internacionales (1946), Pensamiento y acción para la clase trabajadora (1946), Población e inmigración (1946), Un libro para el pueblo (1947), Recuerdos de un militante socialista (littér. Souvenirs d’un militant socialiste, 1949), El mensaje de G. Bernard Shaw al cumplir 94 años (littér. le Message de G. Bernard Shaw à l’occasion de son 94e anniversaire, 1950), El pronunciamiento de Urquiza (littér. le Déclaration de rébellion d’Urquiza, 1952) et Socialismo utópico, científico, democrático (1953).

### Scission du PS et fondation du Parti socialiste de la Révolution nationale
Le succès du péronisme et la défection de quantité de dirigeants syndicaux qui avaient rejoint le parti gouvernemental — tels qu’Ángel Borlenghi et Atilio Bramuglia, nommés ministres par Perón —, ainsi que les défaites électorales successives, plongèrent le PS dans une crise permanente tout au long de la décennie péroniste (1946-1955). Les syndicats s’étaient unanimement mis sous l’égide du parti au pouvoir et le PS ne parvenait plus à envoyer le moindre député au Congrès national. De petits groupes de socialistes cherchaient le moyen de s’approcher du péronisme et d’entraîner derrière eux le reste du PS, comme en témoignent les tentatives de Carlos María Bravo, fils de Mario Bravo, et de Julio V. González. Cependant le PS, dirigé alors par Américo Ghioldi et Alfredo Palacios, avait opté pour une stratégie de désertion de l’arène politique, ce qui eut l’effet d’exacerber l’antagonisme avec Perón et d’éloigner davantage encore la perspective de restaurer le prestige du PS dans la classe ouvrière.
En janvier 1952, le dirigeant socialiste Dardo Cúneo eut un entretien avec le président Perón et critiquait vivement la politique du PS, lequel riposta en expulsant Cúneo sur-le-champ,. Le 1er février suivant, les journaux annonçaient qu’Enrique Dickmann, accompagné de son fils Emilio Dickmann, tournant le dos à la politique antipéroniste à outrance adoptée par leur parti, se rencontra personnellement avec Perón pour négocier la remise en liberté de plusieurs prisonniers politiques et la permission pour La Vanguardia, qui avait été fermée sur ordre du gouvernement, de paraître à nouveau,,. Cette démarche avait été conçue par Dickmann comme un incitatif à engager un débat interne au PS, et avait été précédée par une subtile prise de distance vis-à-vis des résolutions du PS les plus hostiles au péronisme, comme le refus de participer au scrutin de 1948 en vue d’élire la constituante.
L’initiative de Dickmann eut une forte répercussion dans le milieu politique argentin et suscita une réaction furieuse de la part du Comité exécutif du PS, qui résolut de l’écarter aussitôt de son sein et de proposer son expulsion du parti, laquelle fut consommée en mai de la même année, après examen du cas, par décision du congrès national du parti votant à la majorité,.
Au lendemain de la résolution du Comité exécutif, Dickmann adressa une lettre au secrétaire général du PS, dans laquelle il argumentait que les dirigeants du parti, en affirmant que la direction et les adhérents ignoraient sa position, « manquent à la vérité, tordent sciemment les faits et falsifient mon ressentir et ma pensée », attendu qu’il avait à plusieurs reprises ouvertement manifesté son « jugement différent » et son désaccord avec la façon dont le parti s’était positionné face au péronisme. En conclusion de sa missive, Dickmann ajouta la profession de foi suivante :

« J’ai rêvé et rêve encore d’un Parti socialiste grand, fort, discipliné, uni [...] dont la colonne vertébrale doit être la classe ouvrière syndicalement organisée [...], nous devons revenir à la triple formule [...] : à la guerre de classe, à la conquête du pouvoir par le suffrage universel libre et secret, et à la socialisation des moyens de production et d’échange. »

En dépit de la réaction draconienne du Comité exécutif et du vote d’exclusion, Dickmann maintint sa ferme détermination de soulever une discussion à l’intérieur du PS, et entreprit une ultime tentative en ce sens lors du XXXIXe Congrès, réuni à Mar del Plata en avril 1953, auquel il s’adressa en sollicitant un nouveau recours en appel, en vain cependant. Il publia alors, en manière de plaidoyer, son ultime livre : Inconducta partidaria o callejón sin salida (littér. Inconduite de parti ou Voie sans issue, 1953).
Ce n’est qu’après l’échec de cette tentative que Dickmann se montra finalement disposé à se placer à la tête du mouvement sécessionniste soutenu par différents groupes socialistes, précédemment écartés ou expulsés du PS en raison de leur affinité avec le péronisme. Il est notable que les militants à l’origine du schisme entrevoyaient dans le prestige d’un des fondateurs du PS et dans son ralliement la possibilité de tenir tête à la direction historique du PS et de lui disputer l’héritage et l’identité socialistes authentiques. La dissidence socialiste était emmenée — outre par Dickmann — par son fils Emilio Dickmann, Carlos M. Bravo (lui aussi fils d’un dirigeant historique, Mario Bravo), Saúl Bagú, Pedro Juliá et José O. Cavallieri.
Ainsi plusieurs personnalités socialistes, faisant front à Repetto, pour lors président du PS, s’affairaient-ils à convoquer un congrès alternatif pour mettre en échec les dirigeants antipéronistes. Un groupe emmené par Saúl Bagú fonda un éphémère Movimiento Socialista, auquel se joignirent de nombreuses figures de second plan, pour la plupart déjà expulsés du PS, ainsi que divers groupuscules de coloration trotskiste, pourtant adossés à une tradition de gauche majoritairement réfractaire au péronisme.
Finalement, le 8 août 1953, fut annoncée la naissance du Parti socialiste de la révolution nationale (Partido Socialista de la Revolución Nacional, sigle PSRN) lors d’une réunion publique dont le dernier orateur était Enrique Dickmann, qui fut élu président. La clôture du rassemblement fondateur incomba à ce dernier, qui consacra une bonne part de son allocution à défendre sa tentative de rapprochement avec le gouvernement péroniste et à blâmer la politique d’opposition intransigeante menée par le Comité exécutif du PS, tout en se revendiquant expressément de la tradition socialiste argentine, incarnée par la figure de son fondateur, Juan B. Justo, et de laquelle la direction conduite par Repetto et Ghioldi, et non lui-même, s’étaient écartés. Comme cas emblématiques de désaveu de cette tradition, Dickmann évoqua la constitution de l’Union démocratique (« avec ce binôme de candidats tellement châtré, tellement inoffensif, que c’est avec une certaine peine que l’on jette un regard en arrière ») et le refus de reconnaître qu’à partir de février 1946 la révolution de juin 1943 s’était trouvée légitimée démocratiquement. Il rappela aussi, à titre illustratif, le 1er mai 1953, où Perón « des balcons de la Casa Rosada, a dit : ‘Travailleurs du monde : organisez-vous’. Voilà la phrase du Manifeste communiste, d’Engels et de Marx, écrit il y a siècle. » Évaluant les politiques économiques péronistes, Dickmann déclara :

« Comment ne pas considérer ce mouvement comme une révolution nationale ? [...] la nationalisation des chemins de fer, nous l’avons demandée dès que nous sommes apparus sur la scène politique du pays [...]. Les chemins de fer ont été nationalisés, et le dénommé Parti socialiste du vieux comité inexistant a dénoncé cet acte. [...] Nous, les socialistes qui suivons la glorieuse tradition du maître Justo, nous applaudissons et encourageons l’œuvre de la nationalisation des chemins de fer. [...] La nationalisation du téléphone, ne l’avons-nous pas exigé nous-mêmes ? [...] La nationalisation du commerce extérieur était une exigence socialiste [...]. Cela, le présent gouvernement l’a fait — et il ne mérite pas notre acclamation et notre soutien ? »

Dans le même discours, Dickmann eut soin de se réclamer de la Constitution de 1853, soubassement juridique de l’Argentine libérale, et en passant répudia explicitement le régime de Rosas, en guise de démonstration qu’il n’envisageait pas de renier une tradition que lui-même avait contribué à forger.
Le PSRN réussit à occuper les locaux du parti, y compris le siège central du PS, la dénommée Maison du peuple. Dickmann obtint en outre l’autorisation de recommencer à éditer La Vanguardia et lança La Vanguardia Tercera etapa (Troisième période). L’atelier du journal, fermé en 1947 sur décision de la municipalité de Buenos Aires, décision assimilée par l’opposition à un acte de censure, fut réhabilité et cédé au groupe dissident en septembre 1953. La Vanguardia Tercera etapa, sous-titrée Organe officiel du Parti socialiste, publia une « Déclaration du Mouvement socialiste assumant la conduite du Parti ». Le titre de presse s’arrogeait désormais la représentation du parti et désignait par « ex-direction » ou « direction conservatrice » l’équipe dirigeante traditionnelle. Dickmann se vit proposer le poste de directeur du journal, mais préféra décliner cette offre, se désolant de n’être pas en état de se charger « pour la neuvième fois » de cette responsabilité,.
Les articles de La Vanguardia Tercera etapa n’étaient pas signés, ce qui dénote une unité de vue chez les collaborateurs, confirmée par la cohérence de la ligne éditoriale. L’attention du journal était centrée sur la situation politique actuelle, et la rédaction ne manquait pas de mettre en évidence les mérites de l’action politique du gouvernement péroniste et sa conformité aux postulats du socialisme. Le journal soutenait que le pouvoir péroniste réalisait dans les faits les points sensibles du programme du PS, et faisait par là toucher du doigt l’ineptie de l’attitude adoptée par l’ancienne direction face à un gouvernement se qualifiant lui-même de révolutionnaire. Dans la controverse sur la légitimité de la direction « conservatrice », le journal invoquait incessamment la tradition du parti, avec à l’appui, dans un grand nombre d’articles et d’éditoriaux, d’omniprésentes citations de Justo comme source d’autorité et des gloses de ses thèses érigées en axiomes devant guider l’action des socialistes de la nouvelle période, au rebours de l’action des « mauvais disciples du Maître ». Un article allait jusqu’à attribuer à Justo d’avoir prédit la révolution péroniste dans un discours à la Chambre en 1915. Un argument récurrent dans le journal consistait à désigner la mort de Justo en 1928 comme élément déclencheur du processus de décadence du PS. Dans un article, il était signalé qu’après le décès de Justo :

« [les] responsables [...] du Parti socialiste n’étaient ni anti-impérialistes, ni anticapitalistes, ni anti-uriburistes, ni antijustistes, mais étaient antiradicaux et antipéronistes, se définissant de ce fait comme ennemis de tout mouvement populaire où la classe ouvrière ou la classe moyenne puisse intervenir en masse. »

Si le nouveau parti sut s’acquérir une grande notoriété, il échoua cependant à se faire attribuer l’exclusivité de la participation socialiste en vue des élections législatives de 1954. Le résultat électoral à ce scrutin fut décevant, le PSRN ne récoltant que 22 516 suffrages. Ce nonobstant, la vitalité du parti ne cessait de croître, grâce à l’élan des groupes trotskistes, qui définissaient le PSRN comme un « parti ouvrier », en préfiguration de l’actuel parti du même nom. L’historien et intellectuel communiste Jorge Abelardo Ramos vint également se joindre au parti et édita son propre périodique, de courte durée de vie, Izquierda (littér. Gauche).
Dickmann et son nouveau parti apportèrent un soutien sans réserve au gouvernement péroniste lors de l’affrontement entre celui-ci et l’Église catholique en 1954 et 1955, ce qui eut pour effet de fortement compromettre sa position après le coup d’État de septembre 1955 qui renversa Perón. Dickmann, déjà fort âgé, délégua à Carlos María Bravo la direction du parti, lequel poursuivait son virage à gauche, sous l’action prégnante de Ramos et de Jorge Enea Spilimbergo. Cependant, le parti fut déclaré dissous par le régime militaire issu du coup d’État et toute activité politique de ses dirigeants interdite en janvier 1956. Mais Dickmann n’était déjà plus de ce monde, décédé dans les derniers jours de 1955.

## Œuvres d’Enrique Dickmann
- Cartas Europeas, Buenos Aires, Lotito & Barberis, 1912, 76 p. (lire en ligne).
- Historia del primero de mayo en la República Argentina 1890-1912, Buenos Aires, La Vanguardia, 1913, 30 p. (lire en ligne).
- Ideas e ideales, Valence, Prometeo, 1910, 235 p. (lire en ligne) (rééd. chez Agencia General de Librería y Publications, Buenos Aires 1920).
- Jornada legal de trabajo y semana inglesa, Buenos Aires, La Vanguardia, 1914.
- La conquista del Gobierno Comunal (texte d’une conférence prononcée en octobre 1914 devant le Centre socialiste de Tolosa), Buenos Aires, Rosso y Cía, 1914, 30 p. (lire en ligne).
- Inmigración y latifundio, Buenos Aires, Impr. French, 1915, 23 p. (lire en ligne) (originellement article dans la revue Revista Argentina de Ciencias Políticas, année V|, vol.¨¨X, no 56).
- ¡Guerra al analfabetismo! Discursos pronunciados en la Cámara de Diputados contra la escuela intermedia y en favor de la instrucción obligatoria, gratuita y laica del pueblo, Buenos Aires, Rosso y Cía, 1916, 34 p..
- Democracia y socialismo, Buenos Aires, Serafín Ponzinibbio y Cía, 1917, 201 p..
- ¿Oyes, Pedro?…, Buenos Aires, J. Marinoni, coll. « Biblioteca de Propaganda Ideal Socialista », 1918, 8 p..
- Democracia cuantitativa y democracia cualitativa: ¿una nueva filosofía política?, Buenos Aires, La Vanguardia, 1920, 26 p..
- Lecciones del pasado. Marx y Bakunin. La Primera Internacional. 1864-1873, Buenos Aires, (éditeur non mentionné), 1922, 86 p. (lire en ligne).
- « Tiempos heroicos », Los Pensadores, Buenos Aires, Claridad, no 82,‎ mars 1924.
- El PS y el salario mínimo, Buenos Aires, La Vanguardia, 1927.
- Páginas Socialistas, Buenos Aires, La Vanguardia, 1928, 209 p., « El XXV Aniversario de La Vanguardia », p. 93.
- Formas de gobierno, Buenos Aires, La Vanguardia, 1932, 102 p..
- Socialismo y gremialismo, Buenos Aires, La Vanguardia, coll. « Pequeño libro socialista », 1933, 24 p. (rééd. 1947, même éditeur).
- El socialismo y el municipio. Comentario sobre el Programa de Acción Municipal, Buenos Aires, La Vanguardia, coll. « El pequeño libro socialista », 1933.
- Salarios, moneda y cambios (Interpelación del diputado nacional Dr. Enrique Dickmann a los Ministros de Hacienda y Agricultura), Buenos Aires, 1934, 163 p..
- Cincuentenario Laico, Buenos Aires, Sociedad Luz, 1934, 64 p..
- Emancipación civil, política y social de la mujer, Buenos Aires, (éditeur non indiqué), 1935, 60 p..
- Los Congresos Socialistas. 40 años de Acción Democrática, Buenos Aires, éd. La Vanguardia, 1936.
- Pensamiento y acción, Montevideo & Buenos Aires, Sociedad de Amigos del Libro Rioplatense, 1937, 200 p..
- En defensa de la educación liberal, laica y democrática. Discursos en la Cámara de Diputados, Buenos Aires, (éditeur non indiqué), 1937, 45 p. (avec Américo Ghioldi).
- Semana de trabajo de cuarenta horas. Proyecto de ley presentado en nombre del Grupo Parlamentario Socialista, Buenos Aires, (à compte d’auteur), 1938, 10 p..
- La infiltración nazi-fascista en la Argentina, Buenos Aires, Ediciones Sociales Argentinas, 1939, 136 p..
- Los fundamentos teóricos y prácticos de la Cooperación Libre, Buenos Aires, Federación Argentina de Cooperativas de Consumo, 1940, 29 p..
- Contra el odio de razas y la persecución religiosa, Buenos Aires, La Vanguardia, 1943, 57 p..
- Población e inmigración, Buenos Aires, Losada, 1946, 153 p..
- El Partido Socialista argentino en los Congresos internacionales, Buenos Aires, La Vanguardia, 1946, 48 p..
- Un libro para el pueblo, Buenos Aires, CC de Juventudes Socialistas, 1947.
- Plan Quinquenal, Buenos Aires, Casa del Pueblo, 1947 (en collaboration avec Nicolás Repetto).
- Biblioteca Obrera Juan B. Justo: cincuentenario de su fundación: breve reseña de su historia, Buenos Aires, (sans mention de l’éditeur), 1947.
- Recuerdos de un militante socialista, Buenos Aires, éd. La Vanguardia, 1949, 505 p..
- El mensaje de G. Bernard Shaw, Buenos Aires, La Vanguardia, 1950, 31 p..
- Socialismo utópico, científico, democrático, Buenos Aires, Nuestro Tiempo, 1953, 183 p..